# The Landlord
The Landlord (br.: Amor sem barreiras / pt.: O senhorio) é um filme estadunidense de comédia romântica, de 1970, dirigido por Hal Ashby, em seu primeiro filme nessa função. O roteiro é baseado em romance de Kristin Hunter.   

## Elenco
| Ator               | Personagem                   |
| ------------------ | ---------------------------- |
| Beau Bridges       | Elgar Winthrop Julius Enders |
| Lee Grant          | Joyce Enders                 |
| Marki Bey          | Lanie                        |
| Diana Sands        | Francine MarieJohnson        |
| Pearl Bailey       | Marge                        |
| Louis Gossett, Jr. | Copee Johnson                |
| Walter Brooke      | William Enders               |
| Will Mackenzie     | William Enders, Jr.          |
| Susan Anspach      | Susan Enders                 |
| Robert Klein       | Peter Coots                  |

## Sinopse
Elgar Enders tem 29 anos e mora com sua família rica, é mimado e nunca trabalhou. É quando resolve comprar um prédio antigo numa vizinhança em transformação no bairro de Park Slope, no Brooklyn, planejando reformá-lo e torná-lo sua luxuosa residência. Os moradores do local formam uma comunidade negra e muitos devem vários meses de aluguéis, pelo que Elgar pretende expulsá-los dos apartamentos. Mas aos poucos, a medida que os vai conhecendo e vivendo seus problemas e aspirações, Elgar vai mudando de ideia, ao mesmo tempo que amadurece e se rebela contra seus pais e o modo de vida deles, falsamente liberal.

## Recepção
O filme desapontou nas bilheterias. Arthur Krim da United Artists mais tarde fez um balanco da produção (tradução aproximada):

O que se esperava fosse um material provocativo para a moderna audiência de 1968-1969, uma abordagem das relações amorosas de um homem branco com mulheres negras em um ambiente urbano, emergiu como um filme de interesse limitado para as plateias de 1970 - mais e mais saturada com esse gênero cinematográfico. Este ainda é um tipo de filme que irá continuar a ser feito mas a um quarto do custo. Infelizmente, na época em que o filme foi programado, houve otimismo irreal do potencial de público para esse tipo de filme.

## Indicações a prêmios
Óscar
- Indicada: Melhor atriz coadjuvante – Lee Grant

Bafta
- Indicado

Globo de Ouro
- Indicada - Melhor atriz coadjuvante – Lee Grant

Golden Laurel Awards
- Indicada, melhor atriz coadjuvante – Lee Grant
- Indicada, melhor atriz revelação – Diana Sands